# Vincenzo Maria Vita
Vincenzo Maria Vita (Salerno, 16 gennaio 1952) è un politico, giornalista e saggista italiano.

## Biografia

### Attività politica
Da giovane fa parte di Avanguardia Operaia, di cui dal 1974 è responsabile culturale.
Nel 1978, con la minoranza di AO, aderisce al Partito di Unità Proletaria per il comunismo, di cui è membro della segreteria nazionale. Nel 1979 è iscritto all'Ordine dei giornalisti. Confluì poi nel 1984, con la maggioranza del PdUP, nel PCI.
Ha poi seguito le vicende della maggioranza del PCI, entrando a far parte prima del PDS, poi dei DS e infine del PD. In questi partiti è stato responsabile del settore editoria (1986-1987) e comunicazioni di massa (1987-1996).
È stato eletto nel 1996 per la prima volta alla Camera dei deputati nella XIII legislatura, nel corso della quale è stato tra i presentatori di numerose leggi tra le quali:
- la riforma generale del sistema delle comunicazioni (l. 249/97)
- la normativa sulla promozione di film e audiovisivi italiani ed europei (l. 122/98)
- la normativa antitrust sui diritti televisivi del calcio criptato e sul “decoder unico” (l. 78/99)
- la legge sulla par condicio (l. 28.2000)
- la legge-quadro sull'inquinamento elettromagnetico (l.36/2001)
- la legge sul “digitale” (l. 66/2001).

Ha ricoperto il ruolo di sottosegretario del Ministero delle Comunicazioni nella XIII Legislatura dal 1996 al 2001, ottenendo l'incarico nel governo Prodi e mantenendolo nel primo, nel secondo governo D'Alema e in quello Amato. Resta deputato fino al 2001.
Dal 2003 al 2008 ha ricoperto il ruolo di Assessore alle politiche culturali, della comunicazione e dei sistemi informativi della Provincia di Roma. Dal 2002 al 2004 ha fatto parte del consiglio di amministrazione dell'azienda speciale Palaexpò di Roma.
Alle elezioni politiche del 2008 viene eletto al Senato della Repubblica nella lista del Partito Democratico nella Circoscrizione Lazio. Resta in Senato fino al 2013. Ha fatto parte del coordinamento dell'Associazione Nazionale "a Sinistra" nel Pd.
Dopo diversi anni senza tessere di partito, nell'aprile 2025 annuncia la propria adesione a Sinistra Italiana.

### Attività scientifica
Fa parte dell’International Institute of Communications.
Ha contribuito alla nascita, nel 1998, dell’International Network on Cultural Policy, un Forum di ventitré paesi dedicato ai temi della globalizzazione e della diversità culturale. Al suo interno, nel biennio 2000-2001, è stato coordinatore del Gruppo di lavoro sui mezzi radiotelevisivi.
È stato docente presso la Facoltà di Scienze Politiche dell'Università di Sassari nel corso di laurea in “Scienze della Comunicazione e giornalismo”.
Come giornalista collabora con il quotidiano Il manifesto, di cui dal 29 maggio 2013 è curatore della rubrica del mercoledì "Ri-Mediamo" che tratta di comunicazione, media e politica; nonché con il sito di informazione “Blitzquotidiano”.
Dal 20 aprile del 2015 è presidente della Fondazione archivio audiovisivo del movimento operaio e democratico.

## Opere
- Vincenzo Maria Vita, Dopo i mass media, Edizioni Associate, Roma, 1993
- Vincenzo Maria Vita, L'inganno multimediale, Meltemi Editore, Roma, 1998.
- Vincenzo Maria Vita, Time sensitivity nel governo in rete e nella pratica democratica, in: Derrick de Kerchove (a cura di), La conquista del tempo. La rete, la società, la democrazia, Editori Riuniti, 2002, Roma.
- Vincenzo Maria Vita e Carlo Latini, "Il 68. Un evento, tanti eventi, una generazione", Franco Angeli, Roma, 2008
- Vincenzo Vita, Rosso digitale: l'algoritmo di Marx, Manifestolibri, 2019

### Collaborazioni
- AA.VV., Verso il diritto all'informazione, Laterza, Bari, 1991
- AA.VV., Il futuro della TV, Laterza, Bari, 1991
- AA.VV., Per una nuova riforma della RAI, Laterza, Bari, 1992.
- AA.VV., Dizionario delle Comunicazioni, Editori Riuniti, Roma, 1999 (voci Multimedialità e Società dell'informazione)

## Premi e riconoscimenti
- Premio Diego Fabbri per la saggistica radiotelevisiva (1994)
- Premio Saint Vincent per la sezione mass media (1999).